# Убиј или буди убијен
Убиј или буди убијен (енгл. Kill or be Killed) амерички је психолошко-крими стрип који су створили сценариста Ед Брубејкер и цртач Шон Филипс, док је за боју била задужена Елизабет Брејтвајсер. Стрип је најављен у априлу 2016. г., а први број је објављен у издању Имиџ комикса у августу исте године.
Прича говори о Дилану, душевно оболелом и депресивном студенту постдипломцу који покушава извршити самоубиство. Игром случаја преживљава због следа невероватних догађаја, али га ускоро „посећује” демон који му објашњава да је он одговоран што није погинуо. У замену за живот, демон говори Дилану да ће морати да убија људе који су то својим делима заслужили, а сваки људски живот ће му продужити живот на месец дана.
Стрип је добро примљен код критичара. Неки критичари су сматрали да је прича превише слична онима на којима су претходно сарађивали Брубејкер и Филипс.

## Историја публикације

### Продукција
Убиј или буди убијен је шеста сарадња између Брубејкера и Филипса, који су претходно сарађивали на другим стриповима као што је нпр. Затамљење. Први пут су овај стрип најавили у априлу 2016. г. на Сајму Имиџ комикса. Они су промовисали стрип као тотално различит од свих претходних који су заједно радили јер ће бити смештен у садашњицу и замишљен је као стрип чија ће се радња накнадно сама развијати, односно да није ограничена серија с унапред одређеним током. Сарадник Имиџ комикса Роберт Киркман предложио је Брубејкеру да изда најмање 50 бројева.
Концепт је произишао из Брубејкеровог напора да каналише своја осећања о стању света која су била екстремна. Недавни новински извештаји учинили су сценаристу овог стрипа да осети како у овом свету нема правде, да се сви лоши људи извуку и да се свет налази на рубу распада. У причи је желео да изрази генерацијски бес који осећа. Брубејкер радњу стрипа описује као радњу телевизијских серија Чиста хемија која се сусреће с пустоловинама Спајдермена 1970-их година.
Цртач Филипс је одлучио да ништа не зна о будућности радње, оставши „у мраку” док је цртао актуелна дешавања тј. сценарије. За Убиј или буди убијен, он је користио дигиталне алате и исти распоред панела који је користио у претходним радовима, али је уклонио оквир са спољних ивица јер је осетио да сцена без оквира чини причу клаустрофобичнијом, што је одлика душевно оболелих људи. Брејтвајсер је била саставни део тима, она је бојила Филипсове радове у ћудљивој палети с оштрим текстурама која укључује психологију боја.

### Објављивања
Прво издање је штампано у приближно 30.000 примерака, а објављено је 3. августа 2016. г. Прво издање се одмах распордало, а доштампавање је уследило шест дана доцније. Број је и после другога штампања остао у великој потражњи, а до децембра су издата још два додатна издања. Био је то 93. најпродаванији стрип тог месеца. Други број је изашао у септембру са почетним тиражом од приближно 23.800 примерака. Ово издање је такође распродато и добило је додатна доштампавања. Наруџбе за трће издање биле су мало веће, процена је на отприлике 23.900. Прва четири броја продата су у већем броју од било које претходне сарадње Брубејкера и Филипса. У оквиру обележавања четврт века издавачке куће Имиџ комикс, Убиј или буди убијен је учествовао као почасни гост с алтернативном насловицом коју је нацртао Филипс и одао почаст култне Имиџ комиксове стриповске серије Окружен мртвима. Цео стрип је закључен двадесетим бројем јуна 2018. г.
Стрип је доживео убрзо и колекционарска издања у меким повезима. Први том колекционарског издања објављен је средином јануара 2017. г., а садржи прве четири приче. Други том је објављен почетком августа исте године и садржи приче од пете до десете. Трећи том је објављен у јануару следеће године и обухватао је наредних пет прича. Последњи, четврти том је такође објављен 2018. Сваки појединачни број укључивао је чланке и друге додатне садржаје које су написали гостујући аутори и којих није било у редовним издањима.
У Србији је издавачка кућа Чаробна књига објавила 2021. г. целу причу Убиј или буди убијен у два једнака тома. У њима није било додатног садржаја већ само објављених двадесет издања, скупљена у два тома.

## Радња

### Радња
Дилан је 28-годишњи студент постдипломских студија. Депресиван је јер је заљубљен у своју најбољу пријатељицу Киру, али она излази с Дилановим цимером Мејсоном. Он има циничан поглед на свет и критикује људе због њиховог материјализма, а истовремено жели да се боље повеже с људима у њему. Када његов цимер изађе накратко једну ноћ, Дилан и Кира започињу тајну везу. Међутим, доцније Дилан прислушкује разговор Кире и Мејсона, а Кира тада говори да је Дилан јадан и да јој је жао њега самога. Тада Дилан одлучи да изврши самоубиство. Он скочи с високе зграе, али преживи због сплета невероватних догађаја. Те ноћи га посећује демон који тврди да је он тај који је поштедео Диланов живот. Демон каже да дилан мора да убије једну особу за сваки додатни месец који жели да живи. Дилан убеђује себе да је то била халуцинација, али убрзо се тешко разболи пред крај месеца. Када се демон појави други пут, Дилан одлучује да пронађе човека који је злостављао његовог пријатеља у раном детињству. Дилан га упуцава, а болест волшебно нестаје. Следећег месеца Дилан тражи нову мету која, по његовом мишљењу, заслужује смрт. Он се инфилтрира у бордел који води руска банда. Успева да убије једног мушкарца, али га једна сексуална радница (курва) добрано испребија пре него што утекне. Његове необјашњиве повреде наводе Киру да прекине тајну романсу с Диланом, али они остају пријатељи. Дилан почиње да узима часове бокса и уходи нову мету, корумпиранога предузетника. Детективка Лили Шарп почиње да повезује тачке између Диланових убистава са руском мафијом те почиње да лови Дилана.

## Пријем критичара
Стрип је дебитовао с веома позитивним критикама, зарадивши просечуну оцену 9 од 10 на основу 30 критика на веб-страници о стриповима Комик бук рандап. У својој рецензији, Ник Нафполитис је описао мане јунака као непријатно повезане. Он и други рецензенти су приметили визуалне сличности стрипа и стриповског лика Сенке из филмова Спајдермен од Сема Рејмија. Рецензент Зедрик Дималанта је одушевљен Филипсовим прецизним приказом брзог пуњења сачмарице. Оцењивачи Дејвид Пепоуз и Дру Бредли похвалили су Брејтвајсер за приказ расположења, дубину и текстуру. Нотинг бат комикс је овај стрип назвао најбољим стрипом 2016.
У свом осврту на прво издање, Ник Хановер је рекао да је приложени рад изненађујуће вешт, али да се осим Брејтвајсерових боја не разликује од ранијих радова дуета Брубејкер-Филипс. Он је направио поређења са Fatale и Криминалом, жалећи се да Убиј или буди убијен не испуњава обећање да ће бити различит од свега што су раније радили. Метју Гарсија се сагласио са критиком Мултиверзити комикса да је ова прича забавна и добро направљена, али теме и садржај су предвидљиви. Пепоуз је у свом прегледу за стриповски сајт Њусарама назвао договор са демоном који покреће причу и успоставља статус кво као најслабија тачка приче.
Године 2017. стрип је номинован за Ајзнерову награду у категоријама најбоља серија која још увек излази, најбољи сценариста, најбољи цртач насловних страна и најбоља боја. Филипс је исто номинован за Ајзнера за најбољу оловку у тиму две године доцније.

## Жанр
Жанровски, стрип спада у праведнички или осветнички стрип у коме јунак (енгл. vigilante) узима правду у своје руке, јер систем не функционише. Међутим, главни јунак није само праведник већ и антихерој, који једва успева да се извуче из проблема. Убиј или буди убијен је био инспирисан стриповима као што су В као вендета и Бележница смрти у којима се као праведници појављују обични људи, али који ипак (као и прави хероји) имају моћ коју остали немају. За разлику од њих, Дилан нема никакву надмоћ у односу на остали свет. Он успева у својој мисији захваљујући скупом пуких случајева. Преживљава опасне ситуације од случаја до случаја, све док се његова срећна звезда на крају не угаси.”

## Филмска адаптација
У децембру 2017. године најављена је филмска адаптација стрипа. Сценариста ће бити Данијел Кејси, а режисер Чад Стахелски.